# Леобен (футбольний клуб)
Спортивний клуб «Леобен» (нім. Donawitzer Sportverein Leoben) — австрійський футбольний клуб з однойменного міста, заснований у 1928 році. Виступає в Національній лізі Штирії. Домашні матчі приймає на стадіоні «Донавітц», місткістю 6 000 глядачів.

## Досягнення
- Кубок Австрії
  - Фіналіст: 1995.